# Charles de Gaulle (R91)
Portavionul cu propulsie nucleară Charles de Gaulle (codul NATO: R91) este nava amiral a Marinei Franceze. Și-a primit numele după președintele Franței generalul Charles de Gaulle, cu toate că inițial avea numele de Richelieu după (cardinalul Richelieu, numele purtat în general de navele amiral al Marinei Franceze), numele actual îl are doar din 1987. Este semnificativ mai mic față de portavioanele americane cu propulsie nucleară, dar președintele François Mitterrand a considerat necesară punerea în serviciu a unui portavion.
În 1993 în media a fost o surpriză mare când niște agenți ai 
MI6 au sustras planuri ale reactorilor nucleari.
În timpul construcției și lansării la apă au apărut diverse probleme, motiv pentru care a durat mult până când portavionul a intrat în serviciu. În 2000 a avut loc un mic incident cu reactorii, în același an în drum spre Norfolk s-a rupt unul din elicele navei, fiind nevoit să se întoarcă la Toulon.
Portavionul Charles de Gaulle a participat la Războiul din Afganistan iar în 2011 la Războiul civil din Libia.
În aprilie 2020, 40 de membri ai echipajului au început să prezinte simptomele virusului COVID-19, solicitând portavionului să se întoarcă la arsenalul din Toulon mai devreme decât planificat, după cum a raportat la 8 aprilie Ministerul Apărării Francez. La 19 aprilie, The New York Times a raportat că 1.081 de membri ai echipajului din grupul naval al portavionului au avut rezultat pozitivi la teste. Cifra echivalează cu aproape 60 la sută din totalul echipajului.

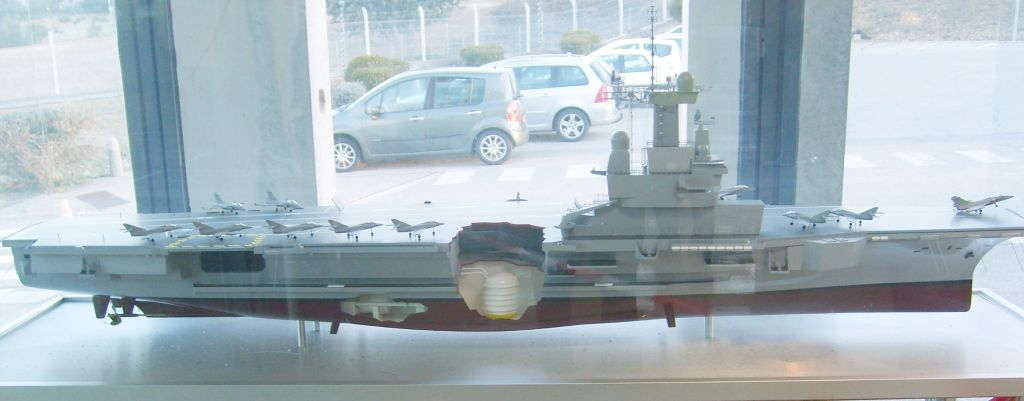
Modelul lui Charles de Gaulle

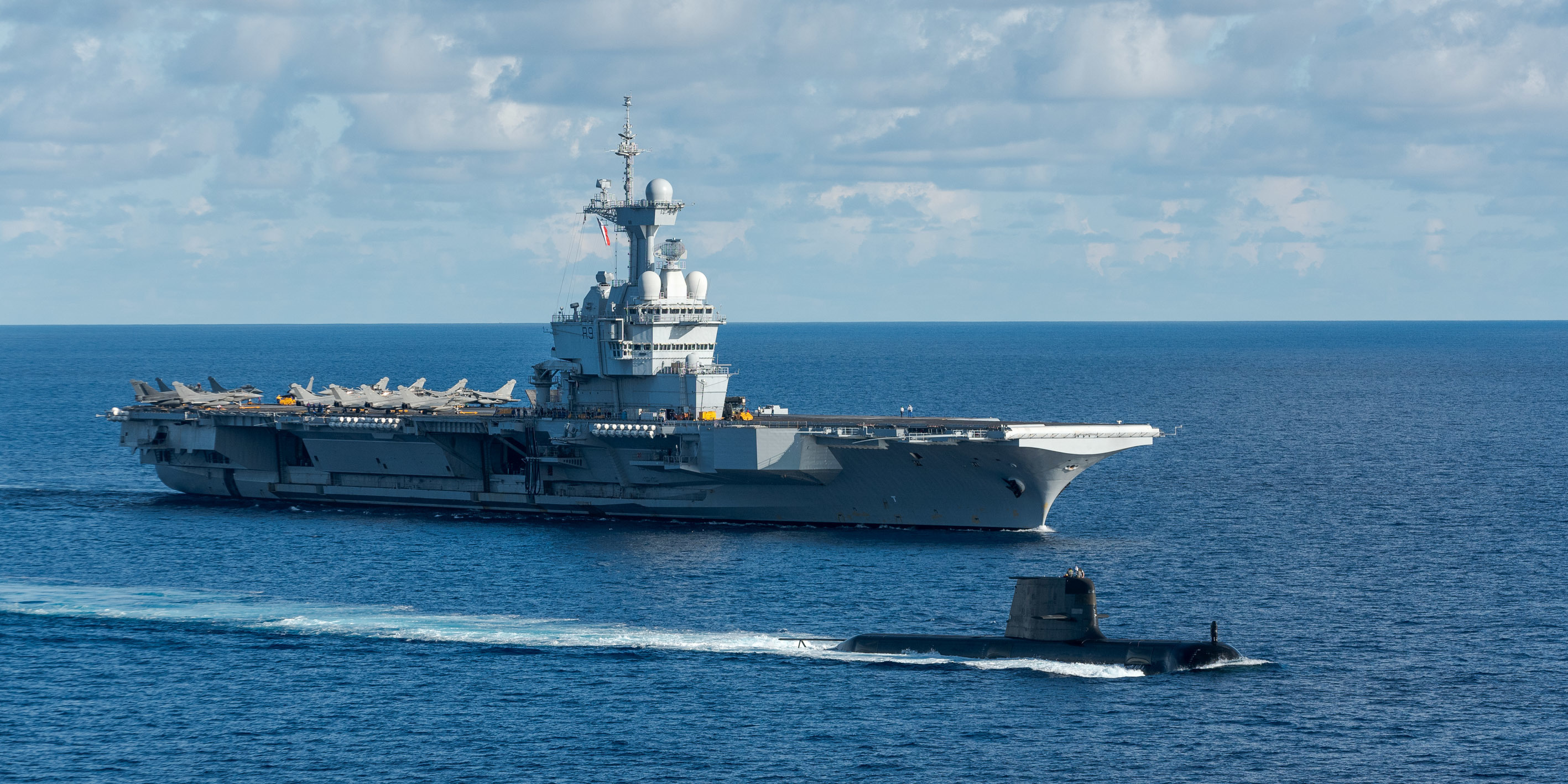
Cu australian Submarin

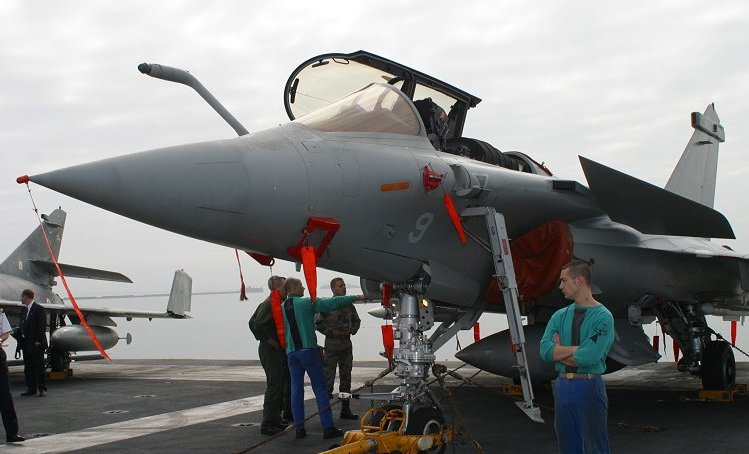
Avion Rafale pe puntea de zbor al portavionului Charles de Gaulle